# Motorcycle Emptiness
"Motorcycle Emptiness" é uma canção da banda britânica de rock Manic Street Preachers, lançada em junho de 1992 como o quinto single do álbum Generation Terrorists, lançado no mesmo ano. É uma das canções de maior sucesso do grupo.
Com influências do rock alternativo, soft rock e glam metal, alcançou a 17ª posição nas paradas britânicas e permaneceu entre na lista por oito semanas, sendo, assim, o single de maior 'durabilidade' do grupo nas paradas até o lançamento de "A Design for Life", em 1996.
Em 2006, os leitores da revista Q elegeram a canção como a 88º melhor de todos os tempos.

## Faixas

### CD
1. "Motorcycle Emptiness" (edit)
2. "Bored Out Of My Mind"
3. "Crucifix Kiss" (ao vivo)
4. "Under My Wheels" (ao vivo)

### 12" picture disc
1. "Motorcycle Emptiness" (versão do álbum)
2. "Bored Out Of My Mind"
3. "Under My Wheels" (ao vivo)

### 7" / MC
1. "Motorcycle Emptiness" (edit)
2. "Bored Out Of My Mind"

### 2003, CD de relançamento
1. "Motorcycle Emptiness"
2. "4 Ever Delayed"
3. "Little Baby Nothing" (acústica)

## Ficha técnica
- James Dean Bradfield - vocais, guitarra
- Nicky Wire - baixo
- Sean Moore - bateria
- Richey Edwards - guitarra base